# Cole's Hill
Cole's Hill es un Hito Histórico Nacional que contiene el primer cementerio utilizado por los Padres Peregrinos en Plymouth, Massachusetts (Estados Unidos), en 1620. La colina está localizada en Carver Street cerca del pie de Leyden Street y, cruzando la calle, de Plymouth Rock. Es propiedad, desde 1820, de la Sociedad de Peregrinos y es ahora un parque público.

## Descripción
Cole's Hill se levanta abruptamente de la orilla de la bahía de Plymouth, cerca de Plymouth Rock, el sitio tradicional de desembarco de los peregrinos en 1620. Es ahora limitado por las calles Water, North, Carver y Leyden. La colina está ajardinada con áreas de hierba, arbustos bajos, y algunos árboles, y los senderos serpentean su camino alrededor de esta. Una escalera de granito se eleva desde Water Street hasta la cima de la colina. Una serie de monumentos y memoriales se encuentran en la colina, la mayoría de los cuales datan de la celebración del terciario (300 años de antigüedad) del desembarco de los peregrinos en 1920. Estos incluyen una estatua de Cyrus Dallin. En el extremo sur de la colina se encuentra un sarcófago de granito erigido por la Sociedad General de Descendientes de Mayflower en 1920. Contiene restos esqueléticos desenterrados accidentalmente de la colina en los siglos 18 y 19, que se cree que son los de los colonos del Mayflower enterrados aquí en el invierno de 1620-1621 cuando 52 de 102 murieron. Dos bancos de piedra, uno colocado por la Sociedad de Pensilvania de Mujeres de Nueva Inglaterra, el otro por la Sociedad de las Hijas de las Guerras Coloniales, hacen frente al mar.

## Historia
Los peregrinos construyeron sus primeras casas en Leyden Street, levantándose del lado de Cole's Hill a Burial Hill y la colina fue utilizada en 1620-1621 como cementerio durante su primer invierno en Nueva Inglaterra. No se sabe si Cole's Hill se utilizó otra vez como cementerio entre ese invierno y 1637, cuando fue establecido el cementerio principal de la ciudad en lo  que ahora se llama Burial Hill. Pueden haber sido enterrados en Cole's Hill John Carver, Elizabeth Winslow, Mary Allerton, Rose Standish, Christopher Martin, Solomon Powers, William Mullins, William White, Degory Priest, Richard Britteridge, John y Edward Tilley y Thomas Rogers. El total de entierros puede haber sido entre 45 y 50.
Cole's Hill fue asignada más tarde a Samuel Fuller (c. 1580-1633), un diácono de la iglesia y médico de la colonia. Más tarde se convirtió en propiedad de James Cole, que llegó en 1633 y mantuvo una taberna en la colina en la década de 1640. Es de él que deriva el nombre de la colina: "Cole's Hill" aparece por primera vez en los registros de la ciudad en 1698. Sin embargo, la tradición oral más antigua sostuvo que el primer cementerio de los peregrinos estaba aquí. La colina pronto perdió su identidad como un cementerio. Su vista dominante del puerto de Plymouth hizo un sitio natural para las obras defensivas. En 1742, el Tribunal General de Plymouth concedió una suma de dinero a la ciudad para erigir una batería aquí. En 1775, la vieja defensa había ido a sembrar, una nueva fue construida y tripulada y continuó manteniéndose durante la Guerra Revolucionaria. En 1814 se lanzó otra fortaleza y su comandante fue puesto a cargo de compañías de soldados que estaban alojados en la ciudad.
En los siglos XVIII y XIX, varios restos fueron descubiertos en la colina y atribuidos a las víctimas del invierno de 1620-1621. Esto parecía corroborar la tradición oral anterior. Entre 1735 y 1883, los restos de al menos 11 personas fueron recuperados. Un resumen de estos fue proporcionado por John A. Goodwin: 

En una tormenta de 1735 un torrente que caía por Middle Street hizo un barranco en Cole Hill y lavó muchos restos humanos en el puerto. En 1809 se descubrió un cráneo con dientes especialmente finos. En 1855, estas tumbas fueron expuestas al colocar el conducto público en la colina. En una tumba yacían dos esqueletos, pronunciados por cirujanos macho y hembra. El hombre tenía una frente particularmente noble; Y se supo con cariño que aquí estaban los restos del señor y la señora Carver. Estos encontraron una nueva tumba en Burial Hill; Pero las otras reliquias, con sabor bárbaro, fueron colocadas en la parte superior del dosel de piedra sobre la Roca de los Antepasados. En 1879, durante algunos trabajos en el lado sureste de la colina, muchos huesos más fueron desenterrados, y algunos, con un sabor cuestionable, fueron llevados por los espectadores en recuerdo de sus "renombrados sementales...
The Pilgrim Republic

El hecho de que algunos de los esqueletos fueron puestos en un eje este-oeste con las cabezas hacia el oeste -una tradición de larga data con entierros cristianos- se toma como prueba de que estos no eran restos de los indios Wampanoag. Además, el hecho de que ningún objeto personal fuera enterrado con los cadáveres sugiere además que fueron entierros europeos. Las fotografías de algunos de los huesos, alrededor del año 1920, están expuestas en el cercano Museo Pilgrim Hall.
Entretanto, Cole's Hill había sido adquirida por la recién fundada Sociedad del Peregrino en 1820. Había una vez una losa de granito en la colina, al pie de la Middle Street, describiendo el descubrimiento de los huesos y el lugar donde habían sido encontrados. Esta losa se conserva en la Granja de la Ciudad.) Una inscripción declara: 

En esta colina fueron enterrados Los Peregrinos que murieron en el primer invierno. Esta tableta marca el sitio donde se encuentra el cuerpo de uno encontrado el 8 de Oct. de 1883. El cuerpo de otro encontrado el 27 del mes siguiente se encuentra a 8 pies al noroeste de la esquina occidental de esta piedra. erigido en 1884.

Alrededor de 1920, el diseño de Carver Street, al pie de Middle Street, se trasladó un poco hacia el oeste, lo que obligó a la compra y remoción de edificios. Esto se hizo para permitir la erección del sarcófago presente en el lugar donde se habían encontrado algunos huesos, casi como se pudo determinar. En este momento la colina se transformó en un parque público como parte de los preparativos para la celebración del terciario. Los edificios existentes fueron removidos de la colina, caminos y plantaciones fueron agregados.
Cole's Hill fue declarado un Hito Histórico Nacional en 1960, y fue listado en el Registro Nacional de Sitios Históricos en 1966.

## Galería de imágenes

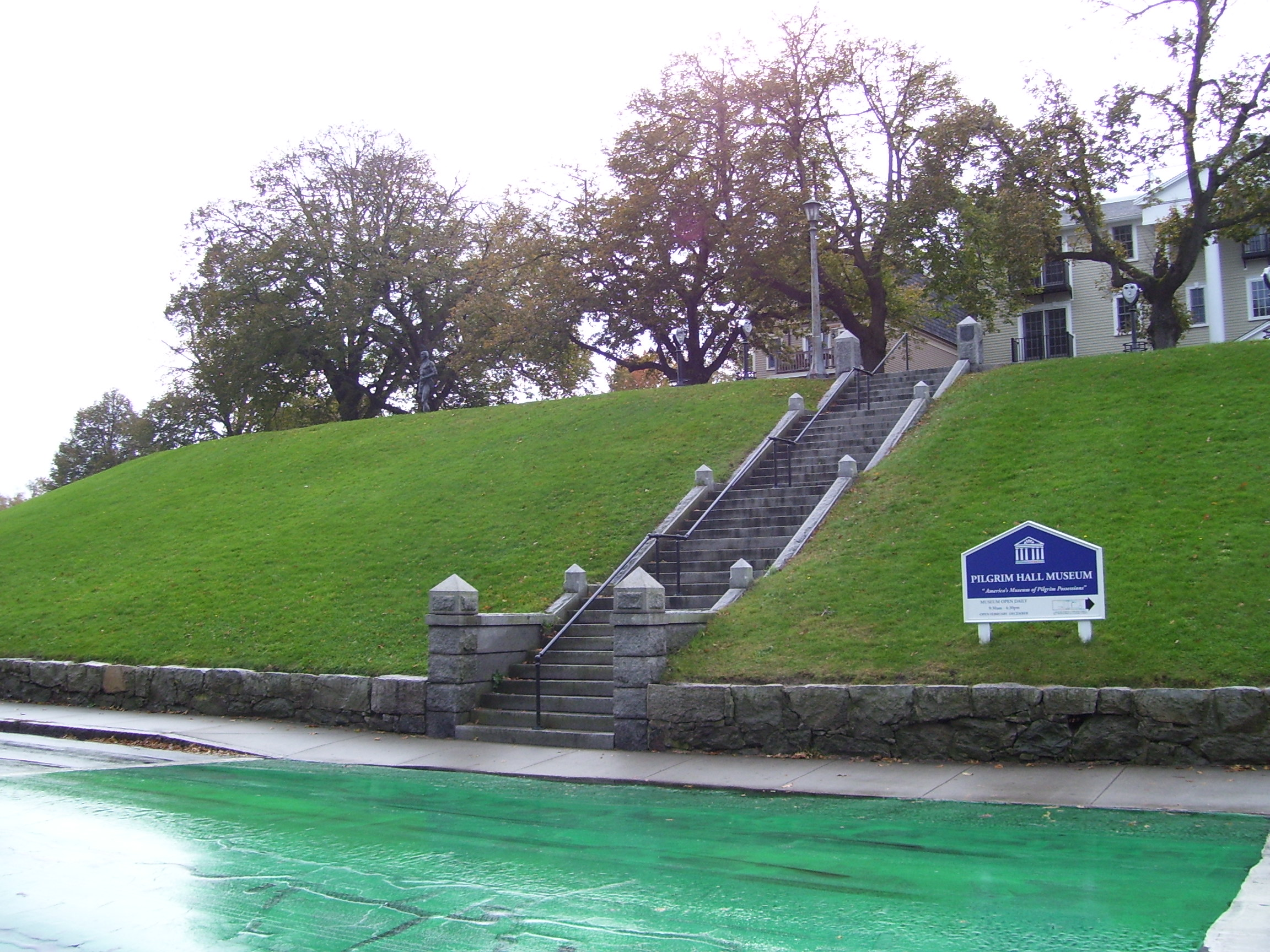
Cole's Hill, cerca de Plymouth Rock.
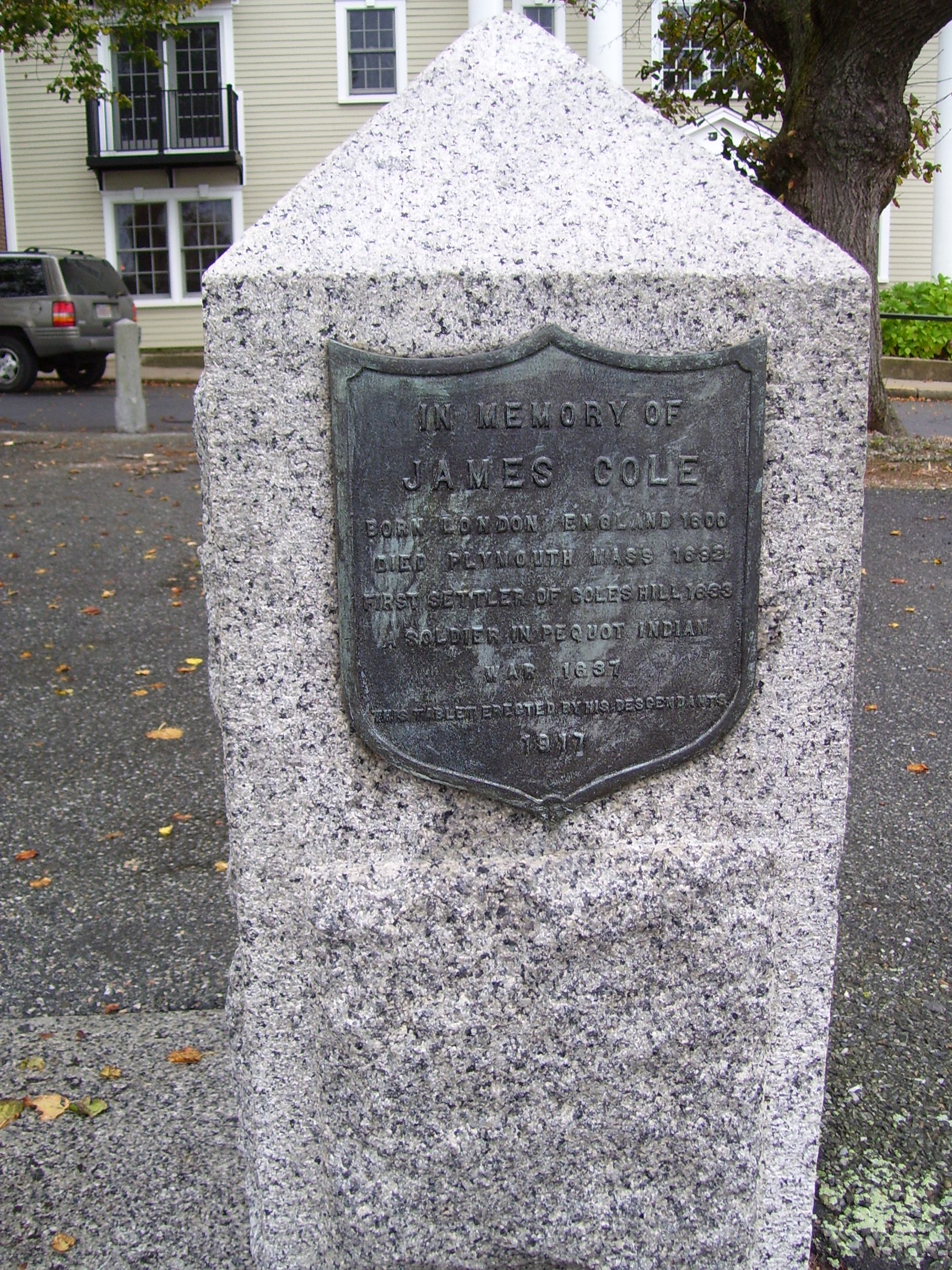
Marcador en memoria de James Cole (1600-1692), primer colono de Cole's Hill.
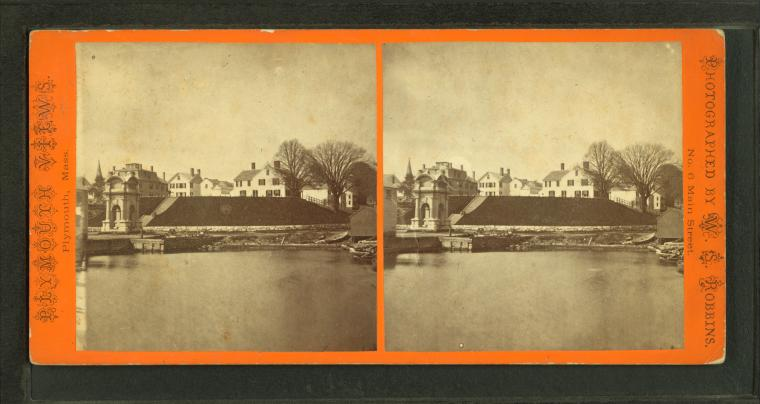
Vista estereoscópica de Cole's Hill a finales de 1800 con el dosel de roca de Plymouth a la izquierda.
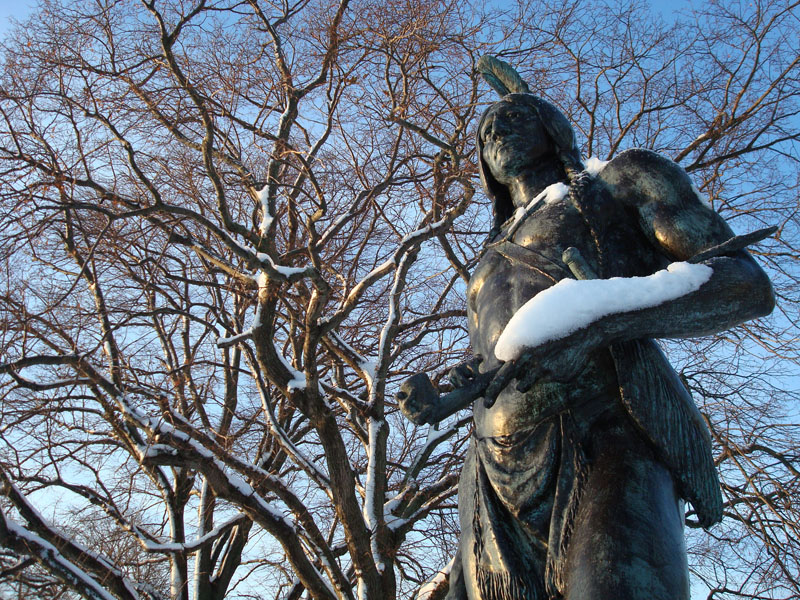
Estatua de Massasoit (1920), por Cyrus Dallin, en la parte superior de la colina.